# Cymes

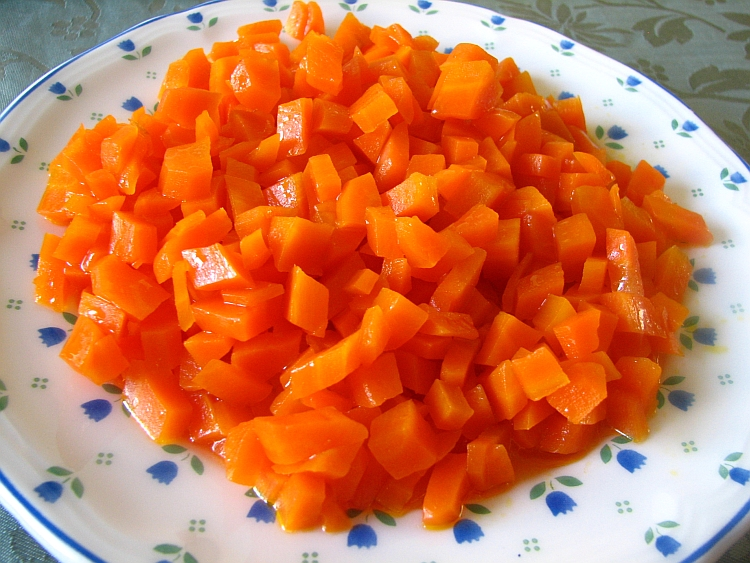
Marchewkowy cymes z miodem

Cymes (jid. צימעס, z niem. zum essen – do jedzenia, lub z śr.-g.-niem. zuomüese – przystawka) – złożona z warzyw i owoców potrawa kuchni żydowskiej. 
Składa się głównie z marchwi, suszonych śliwek i jabłek, ale może występować także w wersji z ziemniakami, innymi warzywami, mięsem oraz różnymi suszonymi owocami. Składniki są duszone lub pieczone; podawana jest na słodko. Jest zwykle zaliczana do grupy potraw deserowych lub serwowanych na ciepło dań owocowo-warzywnych. W tradycyjnej wersji kuchni żydowskiej ma postać leguminy podawanej w ramach uroczystych, świątecznych posiłków. Tradycyjnie wchodzi w skład menu wieczerzy rozpoczynającej szabat.
The Jewish Encyclopedia z początku XX stulecia opisywała cymes jako potrawę mającą postać mieszanki duszonych owoców, charakterystyczną dla Europy Wschodniej, na której obszarze żydowska sztuka kulinarna czerpała zapożyczenia z lokalnych zwyczajów żywieniowych. Według tego źródła podstawowym składnikiem potrawy była marchew pokrojona w plasterki i duszona przez 3 godziny. Po odcedzeniu wywar był łączony z mąką, cukrem i cynamonem. Dodawano pokrojone mięso, które należało dusić przez 2–3 godziny. Charakterystycznymi składnikami dla ziem południowej Rosji, Galicji i Rumunii były między innymi gruszki, jabłka, figi i suszone śliwki. Natomiast składnikiem typowym dla obszaru Litwy była rzepa.
Słowo „cymes” przeszło do języka polskiego jako określenie rarytasu, rzeczy najlepszej, jedynej w swoim rodzaju, czegoś wyjątkowo smacznego. Z kolei w języku jidysz, oprócz pierwotnego znaczenia, słowo to (prawdopodobnie w konsekwencji pracochłonnego mieszania składników podczas przygotowywania owej potrawy) zaczęło funkcjonować jako pojęcie stosowane na opisanie szczególnie skomplikowanej, zawiłej procedury lub przedsięwzięcia. Bywało także używane jako synonim komplikacji, kłopotów czy przewlekłości w załatwianiu spraw.